# Primo Franchini
Primo Franchini (Sala Bolognese, 30 aprile 1941) è un dirigente sportivo ed ex ciclista su strada italiano. Attivo nel professionismo dal 1967 al 1970, dopo il ritiro dalle corse ha diretto dall'ammiraglia, per 36 anni, formazioni professionistiche e dilettantistiche.

## Carriera
Da dilettante, nel 1965, vinse il Gran Premio Comune di Cerreto Guidi. Passato professionista nel 1967, gareggiò per tre stagioni, fino al 1969, per la Germanvox-Wega e nel 1970 per la Cosatto-Marsicano; partecipò a tre edizioni del Giro d'Italia, nel 1967, 1969 e 1970.
Dopo il ritiro dall'attività divenne direttore sportivo per squadre professionistiche. Dal 1974 al 1978 diresse la Magniflex-Torpado; nel decennio seguente fu invece alla guida per nove anni, dal 1982 al 1990, del team Alfa Lum, ottenendo cinque vittorie di tappa al Giro d'Italia e otto alla Vuelta a España, e rendendo la squadra la prima formazione professionistica europea capace di integrare nelle proprie file ciclisti dell'Unione Sovietica.
Tra il 1993 e il 1994 fece parte dello staff tecnico della Mercatone Uno-Medeghini; fu poi nella dirigenza della Brescialat-Ceramiche Refin e quindi, dal 1995 al 1997, in quella del nuovo team Ceramiche Refin, dirigendo tra gli altri Felice Puttini, Fabio Roscioli, Roberto Pelliconi e Heinz Imboden. È stato quindi attivo per un decennio alla guida di formazioni dilettantistiche.
Dal 2008 al 2010 ha diretto il team marchigiano Centri della Calzatura/CDC, e nel 2011 ha fatto parte dello staff della D'Angelo & Antenucci-Nippo.

## Piazzamenti

### Grandi Giri
- Giro d'Italia

1969: 65º
1970: 94º